# Ивакино (Кимрский район)
Ивакино — деревня в Кимрском районе Тверской области. Входит в состав Ильинского сельского поселения.

## География
Находится в юго-восточной части Тверской области на расстоянии приблизительно 12 км на север-северо-запад по прямой от районного центра города Кимры в левобережной части района.

## История
Известна была с 1628 года как деревня с 3 дворами, владение Г.И. Боркова. В 1780-х годах 12 дворов, 5 в 1806. В 1859 году здесь (деревня Корчевского уезда Тверской губернии) было учтено 6 дворов, в 1887 - 10. Ныне имеет дачный характер.

## Население
Численность населения: 68 человек (1780-е годы), 42 (1859 год), 47 (1887), 0 как в 2002 году, так и в 2010.